# 강신호
강신호(姜信浩, 1927년 5월 13일~2023년 10월 3일)는 대한민국의 기업인으로, 동아제약의 창립자이다. '동아쏘시오그룹'의 명예 회장을 지냈다.
서울 양정고등학교와 서울대학교 의과대학에서 학사와 석사를 마쳤다. 독일프라이부르크대학교에서 의학 박사 학위를 취득했다. 제29대 30대 전국경제인연합회 회장을 역임하였다.
2023년 10월 3일, 96세의 나이로 숙환으로 인해 사망하였다.

## 가족 관계
- 아버지: 강중희(1907년 9월~1977년 7월 10일)
- 첫째 배우자: 박정재(이혼)
  - 장남: 강문석(1961년~)
- 둘째 배우자: 최영숙(~2018년 사별)
  - 차남: 강정석(1964년~)

## 같이 보기
- 전국경제인연합회
- 동아제약